# Cho Youn-jeong
Dans ce nom coréen, le nom de famille, Cho, précède le nom personnel.
Cho Youn-Jeong (née le 29 septembre 1969) est une archère sud-coréenne. Il convient de ne pas la confondre avec son homonyme joueuse de tennis Cho Yoon-jeong.

## Biographie
Cho Youn-Jeong dispute les Jeux olympiques d'été de 1992 se tenant à Barcelone. Elle y remporte deux médailles d'or dans les épreuves individuelles et par équipe.